# Henry Giessenbier, Jr.

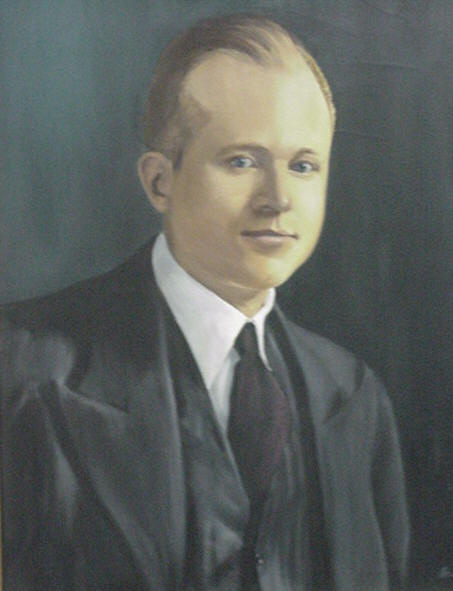
Porträt von Henry Giessenbier

Henry "Hy" Giessenbier Jr (1892–1935) war ein amerikanischer Bankier in St. Louis, Missouri mit deutschen Vorfahren. Er war 1915 Gründer der Young Men's Progressive Civic Association und 1920 der United States Junior Chamber.
Die Größe Giessenbiers wird letztlich vom Fortschritt der von ihm gegründeten Organisation abhängen. Mehr als jeder andere seit dieser Zeit hatte er die wahre Vision Jaycees. Dies wird durch die Tatsache belegt, dass es bis 1987 seit der Gründung der Organisation keinen grundlegenden Wandel in der Philosophie gegeben hatte, und er war der Hauptprophet.
John Armbruster, ein Pioniermitglied der Junior Chamber und Leiter des Logbuchs der SS Fellowship (bis zu seinem Tod 1978), würdigte Giessenbier in einem kurz nach Hys Tod veröffentlichten Newsletter:
„Sein Leben kannte keinen Groll, obwohl er weit mehr verfolgt wurde als alles, was wir je ertragen mussten; sein Christentum trug er nicht als öffentliches Zeichen, sondern war tief in seinem Herzen verankert. Ich habe noch nie einen Mann gekannt, der Lincolns Haltung, ‚niemandem Böses zu tun, sondern allen Nächstenliebe‘, so sehr ähnelt. Er kannte Ruhm und Not, aber er behandelte beide gleich. Er wurde weder durch Ruhm verdorben noch durch Not verbittert.“
Henrys Einfluss wird bis in alle Ewigkeit spürbar sein, denn er war der Initiator einer Junior-Handelskammer, und er erlebte noch, wie sich deren positiver Einfluss im ganzen Land und im Ausland ausbreitete. Ohne ihn wären unsere schönen Freundschaften nie entstanden, denn es hätte keine Junior-Handelskammer als Plattform für solche Freundschaften gegeben.